# Křtinský potok
Křtinský potok är ett vattendrag i Tjeckien. Det ligger i den östra delen av landet, 180 km sydost om huvudstaden Prag.